# Барон Роборо

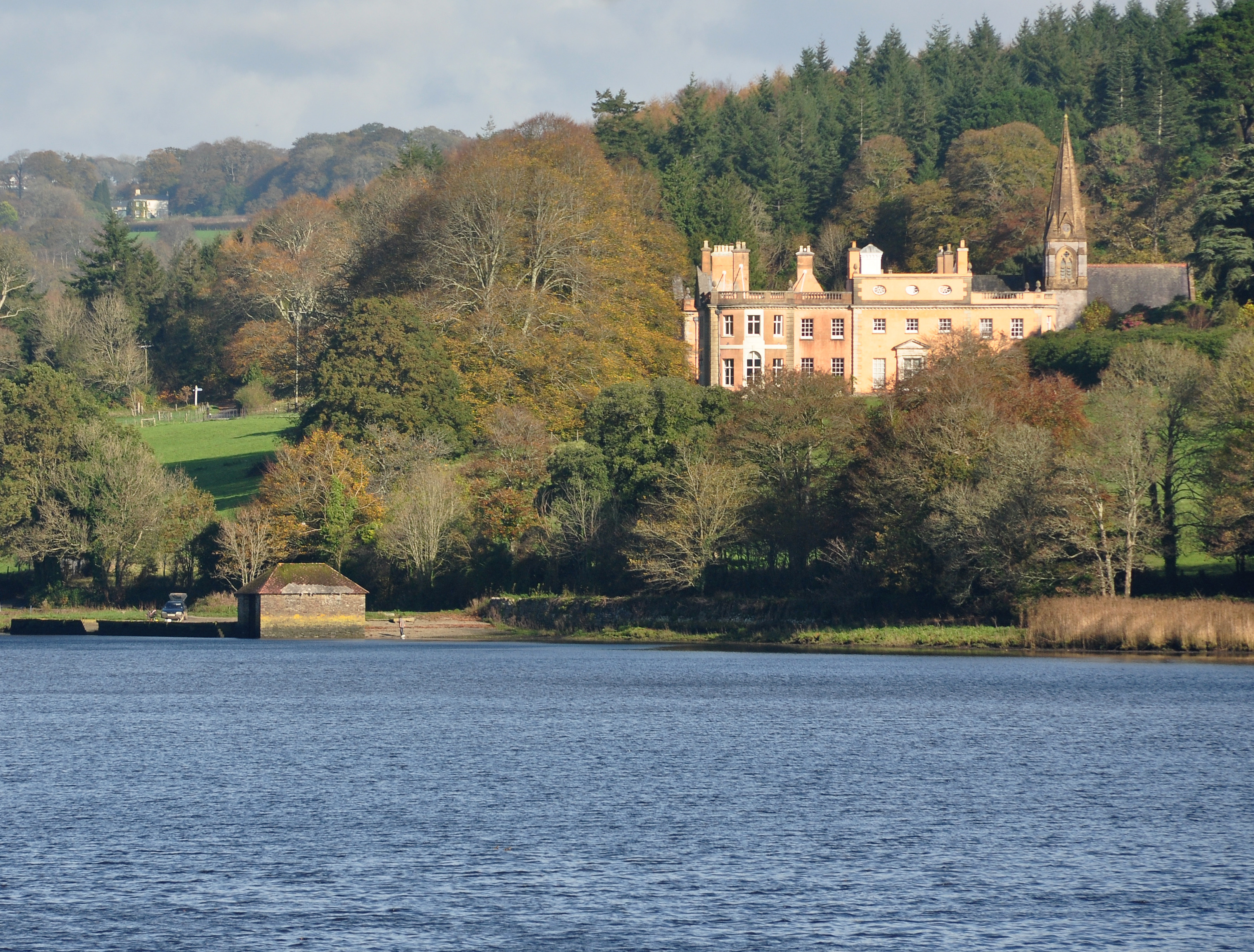
Маристоу-хаус в окрестностях Роборо, графство Девоншир

Барон Роборо из Маристоу в графстве Девоншир — наследственный титул в системе Пэрства Соединённого королевства. Он был создан 24 января 1938 года для британского консервативного политика, сэра Генри Лопеша, 4-го баронета (1859—1938). Ранее он представлял Грантем в Палате общин Великобритании (1892—1900).

## История
Титул баронета из Маристоу в графстве Девоншир (Баронетство Соединённого королевства) был создан 1 ноября 1805 года для Манассе Масиха Лопеша (1755—1831), с правом наследования для его племянника Ральфа Франко, сына его сестры Эстер. Он был членом богатой сефардско-еврейской семьи Лопеш, происходившей из Португалии. Манассе Лопеш, принявший христианство в 1802 году, позднее представлял в Палате общин Нью-Ромни (1802—1806), Эвешам (1807—1808), Барнстапл (1812—1819) и Вестбери (1820—1829). Тем не менее, в 1819 году он был осужден за подкуп избирателей в Барнстаппе и Грэмпаунде, приговорен к лишению свободы и крупным штрафам. Он также был выведен из состава Палаты общин, но после своего освобождения из тюрьмы он избрался в парламент от en:Westbury (UK Parliament constituency)Вестбери, района, который он контролировал в значительной степени.
Манассе Лопешу наследовал в 1831 году его племянник Ральф Франко, 2-й баронет (1788—1854), который принял фамилию «Лопеш» вместо «Франко». Он был консервативным политиком и представлял в Палате общин Весбери (1814—1819, 1831—1837, 1841—1847) и Южный Девоншир (1849—1854). Его сын, Масей Лопеш, 3-й баронет (1818—1908), также был депутатом-консерватором Палаты общин от Вестбери (1857—1868) и Южного Девоншира (1868—1885). В правительстве  Бенджамина Дизраэли он занимал должность гражданского лорда Адмиралтейства (1874—1880). В 1885 году лорд Роборо стал членом Тайного совета Великобритании. Он был отцом Генри Лопеша, 4-го баронета (1859—1938), который в 1938 году был возведен в звание пэра. Сын первого барона, Масей Лорпеш, 2-й барон Роборо (1903—1992), был лордом-лейтенантом Девона (1958—1978). 
По состоянию на 2024 год носителем титула являлся внук последнего, Масей Джон Генри Лопеш, 4-й барон Роборо (род. 1969), который стал преемником своего отца в 2015 году.
Генри Лопеш, 1-й барон Ладлоу (1828—1899), был младшим сыном 2-го баронета Роборо.
Семейной резиденцией баронов Роборо был Маристоу-хаус в окрестностях Роборо в графстве Девоншир. В настоящее время это Бикхэм-хаус, к северо-востоку от Маристоу-хаусом.

## Баронеты Лопеш из Маристоу (1805)
- 1805—1831: Сэр Манассе Массех Лопеш, 1-й баронет (27 января 1755 — 26 марта 1831), сын Мордехая Родригеса Лопеша и Ребекки Перейры[2]
- 1831—1854: Сэр Ральф Лопеш, 2-й баронет (10 сентября 1788 — 23 января 1854), сын Абрама Франко и Эстер Лопеш, племянник предыдущего[3]
- 1854—1908: Сэр Мэсси Лопеш, 3-й баронет (14 июня 1818 — 20 января 1908), старший сын предыдущего[4]
- 1908—1938: Сэр Генри Ярд Буллер Лопеш, 4-й баронет (24 марта 1859 — 14 апреля 1938), единственный сын предыдущего, барон Роборо с 1938 года[5].

## Бароны Роборо (1938)
- 1938—1938: Генри Ярд Буллер Лопеш, 1-й барон Роборо (24 марта 1859 — 14 апреля 1938), сын достопочтенного сэра Мэсси Лопеша, 3-го баронета (1818—1908)[5]
- 1938—1992: Мэсси Генри Эджкамб Лопеш, 2-й барон Роборо (4 октября 1903 — 30 июня 1992), единственный сын предыдущего[6]
- 1992—2015: Генри Мэсси Лопеш, 3-й барон Роборо (2 февраля 1940 — 8 февраля 2015), старший сын предыдущего[7]
- 2015 — настоящее время: Мэсси Джон Генри Лопеш, 4-й барон Роборо (род. 22 декабря 1969), старший сын предыдущего[8]
  - Наследник титула: достопочтенный Генри Мэсси Питер Лопеш (род. 30 июля 1997), старший сын предыдущего[9].